# Уколова, Елизавета
Елизаве́та Уко́лова (чеш. Alžběta Ukolová; род. 12 марта 1998 года, Киров, Россия) — чешская фигуристка-одиночница. Двукратная серебряная медалистка чемпионата Чехии (2014 и 2015 годы), победительница первенства Чехии среди юниоров (2012 год).
По состоянию на 28 мая 2017 года занимает 106-е место в рейтинге Международного союза конькобежцев.

## Карьера

### На юниорском уровне
Начала заниматься фигурным катанием в 7 лет в чешских Подебрадах, куда её семья переехала из России, когда Елизавете было 2 года. В 2012 года получила чешское гражданство. В этот же сезон приняла впервые участие в юниорских международных соревнованиях, в том числе и в юниорской серии Гран-при. В марте 2012 года в Минске приняла участие в мировом юниорском чемпионате, где сумела пройти в финальную часть чемпионата. В следующий сезон чешская одиночница вновь стартовала на юниорских этапах Гран-при. На чемпионате среди юниоров в Милане она выступила не удачно и не смогла принять участие в произвольной программе.

### На взрослом уровне
В олимпийский сезон Уколова кроме юниорских стартов дебютировала и на взрослом уровне. Она преподнесла сенсацию в сентябре, получила одну из шести путёвок для стран, ранее не получивших квалификацию для женщин на зимнюю Олимпиаду, заняв 10-е место на турнире Небельхорн. Через месяц выиграла бронзу на Кубке Варшавы. На национальном чемпионате она финишировала с серебряной медалью. В феврале 2014 года представляла Чехию на Олимпийских играх в Сочи. Квалифицировалась в произвольную программу с 20-го места в короткой, в произвольной программе была 23-й. Заняла итоговое 22-е место. При этом она улучшила все свои прежние спортивные достижения. Чехия в тот год была впервые представлена в женском фигурном катании на Олимпиадах.
В следующий сезон она стартовала как на юниорских так и на взрослых турнирах. Однако этот сезон был не самый удачный. Лишь на турнире в Эстонии она улучшила свои прежние достижения в сумме и произвольной программе. На национальном чемпионате вновь удостоилась серебряной медали. В марте 2015 стартовала на мировом юниорском чемпионате в Таллине, где финишировала во второй десятке. В дальнейшем у ней не наблюдалось прогресса.
В сентябре чешская одиночница начала олимпийский сезон в Бергамо, где на Кубке Ломбардии она выступила провально. В конце месяца фигуристка приняла участие в Оберсдорфе, где на квалификационном турнире Небельхорн, она финишировала во втором десятке и не сумела попасть на зимние Олимпийские игры. В середине ноября фигуристка выступила в Варшаве на Кубке города, где в итоге финишировала во второй десятке. На национальном чемпионате она не вошла даже в пятёрку лучших одиночниц Чехии.

## Спортивные результаты
| Международные                                                                  | Международные | Международные | Международные | Международные | Международные | Международные | Международные |
| Соревнование                                                                   | 2011/12       | 2012/13       | 2013/14       | 2014/15       | 2015/16       | 2016/17       | 2017/18       |
| ------------------------------------------------------------------------------ | ------------- | ------------- | ------------- | ------------- | ------------- | ------------- | ------------- |
| Олимпийские игры                                                               |               |               | 22            |               |               |               |               |
| Челленджеры. Золотой конёк Загреба                                             |               |               |               | 18            |               |               |               |
| Челленджеры. Ice Challenge                                                     |               |               |               |               | 13            |               |               |
| Челленджеры. Nebelhorn Trophy                                                  |               |               |               |               | 13            | 10            | 17            |
| Челленджеры. Мемориал Непелы                                                   |               |               |               | 11            |               |               |               |
| Челленджеры. Tallinn Trophy                                                    |               |               |               |               | 10            | 15            |               |
| Челленджеры. Кубок Варшавы                                                     |               |               |               | 15            |               |               | 15            |
| Челленджеры. Кубок Ломбардии                                                   |               |               |               |               |               |               | 31            |
| Bavarian Open                                                                  |               |               | 4             | 8             |               |               |               |
| Кубок Мерано                                                                   |               |               |               |               | 3             |               |               |
| MNNT Cup                                                                       |               |               |               | 8             |               |               |               |
| Nebelhorn Trophy                                                               |               |               | 10            |               |               |               |               |
| NRW Trophy                                                                     |               |               | 5             | 10            | 2             | 11            |               |
| Мемориал Зайбта                                                                |               |               |               |               | 5             |               |               |
| Кубок Варшавы                                                                  |               |               | 3             |               |               |               |               |
| Кубок Тироля                                                                   |               |               |               |               |               | 6             | 11            |
| Международные среди юниоров                                                    |               |               |               |               |               |               |               |
| Чемпионат мира среди юниоров                                                   | 22            | 33            |               | 17            |               |               |               |
| Юниорский гран-при. Чехия                                                      |               |               | 12            | 12            |               | 14            |               |
| Юниорский гран-при. Германия                                                   |               | 11            |               |               |               |               |               |
| Юниорский гран-при. Латвия                                                     |               |               |               |               | 10            |               |               |
| Юниорский гран-при. Польша                                                     | 15            |               |               |               |               |               |               |
| Юниорский гран-при. Словакия                                                   |               |               | 9             |               |               |               |               |
| Юниорский гран-при. Турция                                                     |               | 8             |               |               |               |               |               |
| Ice Challenge                                                                  | 8 J           |               |               |               |               |               |               |
| Merano Cup                                                                     | 4 J           | 5 J           |               |               |               |               |               |
| NRW Trophy                                                                     | 2 J           | 1 J           |               |               |               |               |               |
| Национальные                                                                   |               |               |               |               |               |               |               |
| Чемпионат Чехии                                                                | 1 J           |               | 2             | 2             | 4             | WD            | 6             |
| J — юниоры (juniors); TBD — назначено выступление; WD — снялась с соревнований |               |               |               |               |               |               |               |